# Козинка (Астраханська область)
Козинка  (рос. Козинка) — село у Єнотаєвському районі Астраханської області Російської Федерації.
Населення становить 11 осіб (2010). Входить до складу муніципального утворення Пришибинська сільрада.

## Історія
Населений пункт розташований на території українського етнічного та культурного краю Жовтий Клин. Від 1925 року належить до Єнотаєвського району.
Згідно із законом від 6 серпня 2004 року органом місцевого самоврядування є Пришибинська сільрада.

## Населення
| 2002 | 2010 |
| ---- | ---- |
| 12   | ↘11  |